# إشتفان شتومبف
إشتفان شتومبف هو سياسي مجري، ولد في 5 أغسطس 1957 في Sárospatak ‏ في المجر. نشط حزبياً في حزب العمال الاشتراكي المجري وفيدس – الاتحاد المدني المجري. وقد انتخب Minister in charge of the Prime Minister's Office ‏ (8 يوليو 1998 – 26 مايو 2002) وانتخب قاضي المحكمة الدستورية المجرية ‏.